# The Bristolian
A The Bristolian angliai személyszállító expressz volt, amely Londont és Bristolt kötötte össze.

## Története
A The Bristoliant a Great Western Railway üzemeltette. Az első szerelvényt a King osztályú, 6000-es pályaszámú King George V gőzmozdony vontatta ki a londoni Paddington pályaudvarról 1935-ben, a vasúttársaság alapításának századik évfordulóján rendezett ünnepségek részeként. Bristol felé Bath-on, London irányába pedig Badmintonon keresztül közlekedett a vonat. Az új szerelvény nagyjából 15 perccel gyorsabban tette meg az utat, mint a korábban ezen a vonalon közlekedő vonatok. A vonat hét kocsiból állt, és nagyjából 220 tonna súlyú volt. Először King, majd Castle osztályú mozdonyok vontatták a szerelvényt. A vonat a második világháború alatt nem járt, csak 1954-ben, ekkor már a British Railways üzemeltetésében indult útnak ismét.